# Tereske
Tereske é um município da Hungria, situado no condado de Nógrád. Tem 17,03 km² de área e sua população em 2015 foi estimada em 665 habitantes.